# Donots
Donots je německá alternativní rocková skupina z Ibbenbürenu.

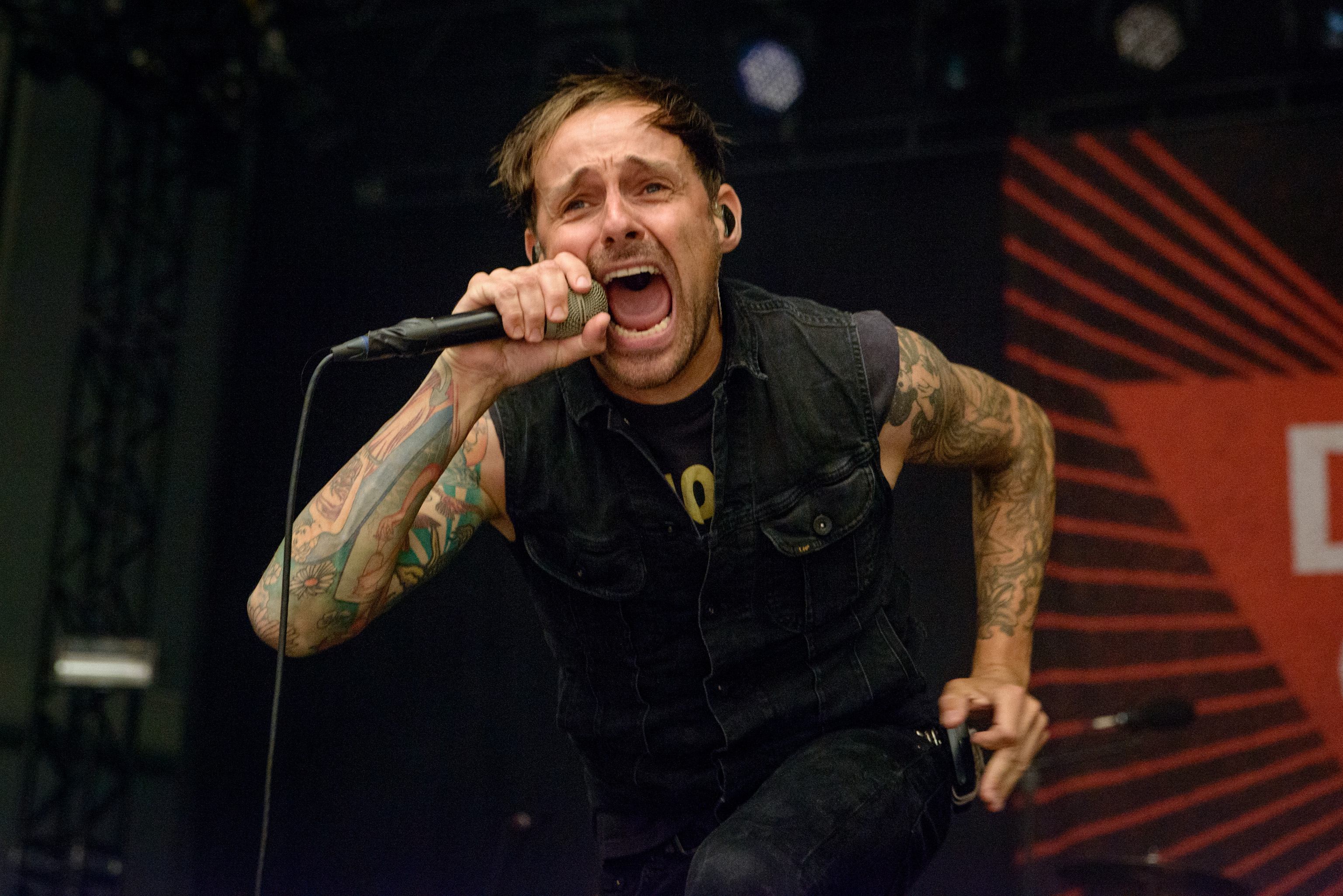
(2016)

## Historie
Skupinu Donots založili v roce 1993 Ingo, Guido, Jan-Dirk, Stone, a Jens Trippner. Anglické jméno Donots stojí za filozofii kapely "dělat nic". Zpočátku často hráli s kapelami Blink-182, Propagandhi, No Fun At All a No Use For A Name.
V roce 1995 se ke kapele připojil hráč na bicí Eike Herwig. Ve stejném roce vydali své první album Pedigree Punk. O rok později byla změna na kytarovém postu, kam přišel Alexander Siedenbiedel. Na jaře roku 1998 vydali Donots své druhé album. Vydali se na první turné se Samiam a ErrorType: 11 a vystoupili na jednom z největších německých festivalů, Bizzare Festival.
Průlomu dosáhli v Ibbenbüreneru v roce 2001 s albem Pocketrock, zejména prostřednictvím singlu Whatever happened to the 80s. Na turné s americkou kapelou Midtown projeli Německo, Rakousko a Švýcarsko. O rok později vydali po celé Evropě album Pocket Rock u nahrávací společnosti Burning Heart Records.
Koncem roku 2002 Donots jeli na evropské turné se švédskou kapelou Millencolin a na vlastní turné po Německu, Rakousku, Švýcarsku, Itálii, Španělsku a Francii.
Společně s kapelou Anti-Flag nahráli protest song proti válce v Iráku, která byla ke stažení zdarma. V srpnu 2004 přispěla Donots jako jediná evropská kapela na kompilaci Rock Against Bush, Vol. 2, která byla vydána u Fat Wreck Chords.
28. března 2008 vydala album Coma Chameleon u vlastní nahrávací společnosti Solitary Man Records. Stejného roku byla píseň Stop the Clocks nominován jako nejlepší singl na cenu 1Live Krone.
Donots byli roku 2010 pozváni hrát s Green Day na třech německých koncertech jejich turné.

## Diskografie

### Studiová alba
- Pedigree Punk (1996)
- Tonight's Karaoke Contest Winners (1998)
- Better Days Not Included (1999)
- Pocketrock (2001)
- Amplify The Good Times (2002)
- Got The Noise (2004)
- Coma Chameleon (2008)
- The Long Way Home (2010)
- Wake The Dogs (2012)